# Droga wojewódzka nr 188
Droga wojewódzka nr 188 (DW188) – droga wojewódzka w zachodniej części Polski w województwie wielkopolskim i pomorskim z Piły przez Krajenkę i Złotów do Człuchowa o długości 74,7 km. Przebiega przez powiaty: pilski, złotowski i człuchowski.
16 lutego 2016 roku trasa utraciła kategorię drogi wojewódzkiej w Pile na odcinku od ronda Jana Pawła II do skrzyżowania z obwodnicą miasta, który stał się drogą powiatową. W 2023 roku na odcinku od Lipki do Debrzna-Wsi oddano do użytku ścieżkę pieszo-rowerową.

## Miejscowości leżące przy trasie DW188
- Piła
- Skórka
- Dolnik
- Żeleźnica
- Krajenka
- Barankowo
- Wąsoszki
- Klukowo
- Blękwit
- Złotów
- Płosków
- Zakrzewo
- Głomsk
- Lipka
- Debrzno-Wieś
- Debrzno
- Myśligoszcz
- Mosiny
- Przytok
- Dębnica
- Człuchów